# Пранцалито (Торино)
Пранцалито је насеље у Италији у округу Торино, региону Пијемонт.
Према процени из 2011. у насељу је живело 107 становника. Насеље се налази на надморској висини од 265 м.